# Basilica di Santa Sofia (Salonicco)
La basilica di Santa Sofia (in Greco: Ἁγία Σοφία, traslitterato: Hagia Sophia, traducibile come Santa Sapienza) a Salonicco risale all'VIII secolo, sotto la reggenza di Irene di Bisanzio madre di Costantino VI, periodo di non ufficiale interruzione del rigore iconoclasta. Probabilmente eretta per celebrare la vittoria dell'imperatrice nel 783 sugli invasori slavi. Dal 1988 la basilica fa parte del sito seriale del patrimonio dell'umanità dei monumenti paleocristiani e bizantini di Salonicco.

## Struttura

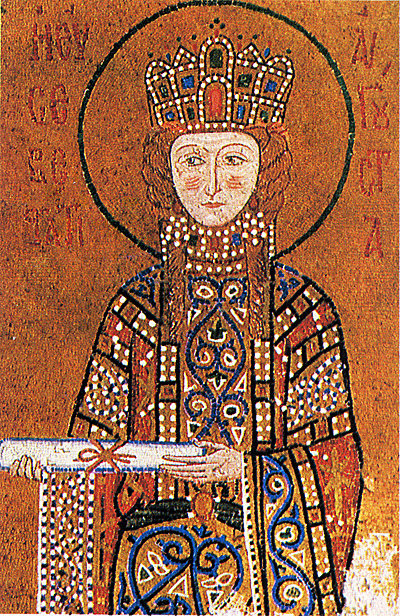
L'imperatrice d'Oriente Irene o Piroska d'Ungheria; particolare di un mosaico di Santa Sofia a Costantinopoli.

La basilica misura 45x35 metri, con una cupola centrale a tamburo finestrato; la facciata è semplice e ricorda gli edifici romani; il portale presenta due spalle rientranti e l'abside a 3 anse.
Sul lato meridionale vi è una doppia finestratura, mentre a nord a causa del vento vi sono meno aperture.

## Storia
Fin dal III secolo, c'era una chiesa nella posizione dell'attuale Santa Sofia. Nel 620, quella chiesa crollò molto probabilmente a causa di un terremoto. Più tardi, nel VII secolo, fu eretta la struttura attuale, basata sulla basilica di Santa Sofia a Costantinopoli (l'attuale Istanbul, Turchia). Nel 1205, quando la quarta crociata catturò la città, Santa Sofia fu convertita nella cattedrale di Salonicco, che durò fino al 1224, anno in cui le truppe del Despotato dell'Epiro, sotto Teodoro Comneno Ducas, liberarono la città. Dopo la presa di Salonicco da parte del sultano ottomano Murad II il 29 marzo 1430, la chiesa fu convertita in moschea. Fu riconvertita in chiesa alla liberazione di Salonicco nel 1912.
La sua pianta è quella di una basilica a croce greca a cupola. Insieme alle moschee Gül e Kalenderhane di Istanbul e alla distrutta chiesa della Dormizione di Nicea, rappresenta uno dei principali esempi architettonici di questo tipo, tipico del periodo medio bizantino.
In epoca iconoclasta, l'abside della chiesa fu abbellita da semplici mosaici d'oro con una sola grande croce, come nella Chiesa di Santa Irene a Costantinopoli e nella Chiesa della Dormizione di Nicea. La croce fu sostituita con l'immagine della Theotókos (portatrice di Dio, o Maria) nel 787-797 dopo la vittoria degli Iconoduli. Il mosaico nella cupola rappresenta ora l'Ascensione con l'iscrizione degli Atti 1:11 "Uomini di Galilea, perché state a guardare il cielo?" La cupola è circondata dalle figure dei dodici apostoli, di Maria e di due angeli.
Tra il 1907 e il 1909 lo storico bizantino Charles Diehl restaurò l'intero edificio che subì molti danni durante un incendio nel 1890. Gran parte della decorazione interna fu intonacata dopo il Grande Incendio di Salonicco del 1917. La cupola non fu restaurata fino al 1980.

## Decorazione
L'abside presenta una Vergine del X secolo, la volta invece è mosaicata già in origine, con una grande croce iscritta in un clivio, e piccole croci con iscrizioni sull'imperatrice Irene e l'imperatore Costantino VI.
Nella cupola, un mosaico con un clivio centrale col Cristo attorniato da Maria, dagli apostoli e da figure angeliche; i volti sono caratterizzati e si rifanno al linguaggio pre-iconoclasta, fortemente esibito in pose anche sforzate di teste e braccia. Vi sono urti cromatici e panneggio a fili paralleli con doppia piega, e forzature di colore per luce ed ombra. Il Cristo esprime durezza col volto fortemente simmetrico.